# 太ゴB101
太ゴB101（ふとゴ ビーいちまるいち）は、モリサワが開発・販売するゴシック体およびそのフォント製品。写植用書体として開発された。

## 概要
日本語DTPにおけるモリサワ「基本7書体」（リュウミンL-KL、中ゴシックBBB、太ミンA101、太ゴB101、じゅん101、見出ゴMB31、見出ミンMA31）のひとつであり、グラフィックデザイン、エディトリアルデザインにおいてスタンダードなゴシック体として使用されている。
書き始め部分には筆文字を意識した「打ち込み」を取り入れている。また、線画のほとんどは先端部に近づくほど太くなるよう設計されているのが特徴となっている。これは、印刷時のかすれを防ぐためのものだが、視認性の向上も果たしている。
全体的骨格は中ゴシックBBBや、見出ゴMB31に似ているものの、かなに僅かな差異が見られる。デザインこそは違うものの、写研の石井太ゴシックに近い。
書籍・出版物の本文用書体として使われるほか、広告のコピー用としても採用されている。テレビテロップ用に改良された「テレビ太ゴシック体BT1」は、キー局ではNHK、TBSが報道番組やドラマ番組、バラエティ番組など幅広く使用した。
写植時代は、この書体を元に、筆画をラウンド処理した丸ゴシック版「太丸ゴBD101」も発売されていた（2010年現在、フォント未発売）。

## 備考
- かつては中ゴシックBBB同様、従属欧文にHelvetica（65 Medium）が採用されていたが、字面が和文より小さいなどの問題点があった。しかし、Opentype版では欧文が独自のものに変更されることで、これらの問題は解消された。